# Testament d'Ieyasu

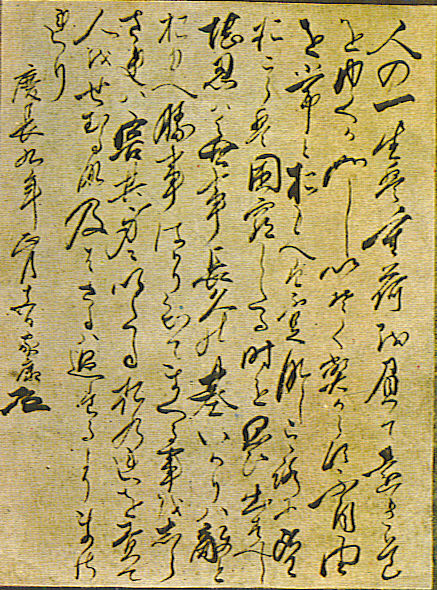
Préceptes sur le secret du succès dans la vie esquissés par Tokugawa Ieyasu, de la collection de Nikkō Tōshō-gū.

Le testament d'Ieyasu (東照宮御遺訓, Tōshō-gū goikun), aussi appelé préceptes d'Ieyasu ou legs d'Ieyasu, est une déclaration formelle faite par Tokugawa Ieyasu.

## Histoire
Ieyasu est à la tête du shogunat Tokugawa. Ses paroles sont prononcées et écrites à l'époque de son abdication en tant que shogun. Parmi les témoins se trouvent Honda Masazumi (1565-1637) et deux prêtres bouddhistes. Le document historique original se trouve dans les archives du Tōshō-gū (sanctuaire) à Nikkō dans la préfecture de Tochigi. 
Cette déclaration politique fournit des conseils à ses successeurs. 

### Traduction
Une première traduction se présente ainsi : 
« La vie, c'est comme marcher le long d'une longue route en portant une lourde charge, il n'est pas besoin de se dépêcher.
Celui qui considère les difficultés comme l'état normal des choses ne sera jamais mécontent.
La patience est source de la paix éternelle; traite la colère comme un ennemi.
Le dommages s'abattra sur celui qui connaît le succès et n'a jamais connu l'échec.
Blâme toi-même plutôt que les autres.
Il est préférable de ne pas atteindre que d'aller trop loin. » --Tokugawa Ieayasu, 1604.
Une autre traduction propose :
« La vie est comme porter un lourd fardeau :
Il est préférable de ne pas se précipiter.
Celui qui accepte comme naturel pour la vie de ne pas aller exactement comment il veut ne se sent pas insatisfait.
Plutôt que d'en faire trop, il est préférable de laisser les choses en l'état.
Lors de la gestion des autres, donne libre cours à leurs points forts et néglige leurs points faibles. » --Tokugawa Ieyasu, 1604.

## Source de la traduction
- (en) Cet article est partiellement ou en totalité issu de l’article de Wikipédia en anglais intitulé « Testament of Ieyasu » (voir la liste des auteurs).